# PCMag
PC Magazine (скорочено PCMag) — американський комп'ютерний журнал, який видає Ziff Davis. Друковане видання виходило з 1982 року по січень 2009 року. Публікація онлайн-видань почалася наприкінці 1994 року і триває станом на 2024 рік. Окрім американської версії журнал має кілька локалізацій для різних країн і регіонів. Серед них Австралія, Велика Британія, Бенілюкс, Франція, Греція, Індія, Латинська Америка, Середній Схід, Португалія, Росія.

## Огляд
PC Magazine публікує огляди та прев'ю новітнього апаратного та програмного забезпечення для професіоналів у сфері інформаційних технологій. Серед інших постійних рубрик — колонки багаторічного головного редактора Майкла Міллера («Forward Thinking»), Білла Макрона та Джима Лаудербека, а також:
- «First Looks» (огляди нових продуктів, що вийшли на ринок)
- «Pipeline» (збірка коротких статей і фрагментів про розвиток комп'ютерної індустрії)
- «Solutions» (різноманітні статті з інструкціями)
- «User-to-User» (експерти журналу відповідають на питання, надіслані користувачами)
- «After Hours» (різноманітні комп'ютерні розважальні продукти; назва «After Hours» є спадщиною традиційної орієнтації журналу на бізнес-комп'ютери).
- «Abort, Retry, Fail?» (гумористична сторінка на початку журналу, яка кілька років була відома під назвою «Backspace», а згодом стала останньою сторінкою).

Протягом кількох років у 1980-х роках журнал PC Magazine приділяв значну увагу програмуванню для IBM PC та сумісних комп'ютерів такими мовами, як Turbo Pascal, BASIC, Асемблер та C. Чарльз Петцольд був одним із відомих авторів на теми програмування.
Редактор Білл Макроне писав у 1985 році, що якщо стаття не оцінює продукти або не підвищує продуктивність, «швидше за все, їй не місце в PC Magazine».